# Templová (Praha)
Templová ulice na Starém Městě v Praze spojuje ulice Celetná a Jakubská, na západě do ní ústí ulice Štupartská.

## Historie a názvy
Původní název ulice byl odvozen od řádu templářů a zněl "In Templo", písemná zmínka pochází z roku 1363.

## Budovy, firmy a instituce
- Zlatnický ateliér Creative - Templová 6[3]
- bistro a vinný bar Den Noc - Templová 7[4]